# رؤوبين سنير
رؤوبين سنير (بالعبرية: ראובן שניר وبالإنكليزية: Reuven Snir) (ولد عام 1953) هو باحث إسرائيلي يهودي من أصل عراقي، أستاذ الأدب العربي في جامعة حيفا ومترجم بين العربية، العبرية والإنكليزية. يشغل حاليا منصب عميد كلية الآداب في جامعة حيفا.

## حياته
رؤوبين سنير (في الأصل شهرباني) وُلد في حيفا لأبوين هاجرا من بغداد عام 1951. اللغة المحكيّة في البيت كانت العربية العراقية وثقافة الوالدين كانت عربية محضة إلا أن العبرية كانت لغته المفضّلة في طفولته والثقافة العبرية الصهيوينة كانت الإطار التعليمي والتربوي الذي نشأ في سياقه، شأنه شأن سائر الأطفال في المجتمع اليهودي الإسرائيلي. أما العربية فلم تكن، وفقا لمعايير الثقافة الصهيونية التي فُرضت على النشء الجديد، سوى لغة العدو واعتُبرت الحضارة العربية مبتذلة ومنحطّة. في مقالة في مجلة فكر وفنّ الألمانية تطرّق سنير إلى حياته كطفل يهودي من أصل عربي في المجتمع الإسرائيلي في الخمسينات قائلا: “في محاولتي كطفل للتكيّف مع المعايير الصهيونية-الإشكينازية الغربية السائدة، وكما كانت الحال مع بقيّة الأطفال من ذوي الخلفية الاجتماعية المماثلة، كنت، وأنا طفل، أشعر بالخجل من عروبة والديّ. فلم أكن بالنسبة إليهما سوى عميل جهاز القمع الصهيوني الحكومي الذي أرسلته المؤسّسة الإسرائيلية الحاكمة، بعد تلقّي أفضل التمرينات والتدريبات، إلى قلب استحكامات العدوّ، أي: عائلتي، وقد أتممتُ المهمّة على أكمل وجه يمكن أن يؤدّيه طفل أمام والديه المحبّين، مستغلّا استغلالا تامّا ما تنطوي عليه محبّة الوالدين من ضعف إزاء طفلهما: حظرت عليهما الكلام بالعربية في الأماكن العامّة، أو الاستماع إلى الموسيقى العربية داخل بيتهما. ولم تكن العروبة مشكلة والدي الوحيدة فحسب، إذ كان نشيطا شيوعيا في وقت كان فيه الانتماء للشيوعية في إسرائيل لا يختلف عن الانتماء إلى منظّمة إرهابية“. تلقّى سنير تعليمه الابتدائي في مدرسة «نيريم» في حيّ «محاني داوود» في مشارف حيفا، وهو في أصله مخيّم أقيم للاجئين اليهود القادمين من البلدان العربية. ثمّ انتقل إلى مدرسة هاريئلي هاعبري في حيفا حيث درس لأوّل مرّة العربية في إطار مشروع تعليمي كان في أساسه يرمي إلى إعداد الطلاّب للخدمة في الجيش الإسرائيلي في مناصب تطلّب إجادة العربية. وبعد أن أكمل الخدمة العسكرية بدأ دراسة الأدب العربي والفلسفة في الجامعة العبرية في القدس حيث حصل على الماجستير (1982) بعد أن قدّم أطروحة حقّق في إطارها مخطوطة زهدية من القرن الثاني الهجري للمعافى بن عمران (لم نتشر بعد). وفي عام 1987 حصل على لقب الدكتوراه من نفس الجامعة وتناولت أطروحته الملامح الصوفية في الشعر العربي المعاصر (لم نتشر بعد). وفي أثناء دراسته الجامعية، عمل كمحرّر أخبار في صوت إسرائيل بللغة العربية (1977-1988). وبين عامي 2000-2004 أشغل منصب رئيس قسم اللغة العربية وآدابها في جامعة حيفا، ومنذ 1996 يشغل منصب محرر مساعد في مجلة الكرمل — أبحاث في اللغة والأدب الصادرة في حيفا. لقد اشترك في المعرض الدولي الذي أقيم على شرف الشاعر أدونيس في معهد العالم العربي في باريس الذي صدر عنه كتاب يجمع دراسات عن أعمال أدونيس. كذلك أمضى سنير عدّة فترات في معاهد للدراسات العالية في الخارج مثل معهد الدراسات العالية في برلين (Wissenschaftskolleg zu Berlin) (2004-2005)، ومركز الدراسات العبرية واليهودية في أوكسفورد (Oxford Centre for Hebrew and Jewish Studies) (في عامي 2000 و2008)؛ وكذلك حاضر في جامعة هايدلبرغ (2002) وفي جامعة برلين الحرة (2005). وفي أعقاب مساق دراسي أشرف عليه في برلين، نشر طلابه أوّل مجموعة قصصية لكتّأب يهود عراقيين.

## أبحاثه ودراساته
تناولت دراسات سنير وأبحاثه المنشورة خلال الثلاثين سنة الأخيرة مواضيع مختلفة، منها تأريخ الأدب العربي، تطوّر الشعر العربي الحديث ودراسة إبداعات عدد من كبار الشعراء المعاصرين، المسرح الفلسطيني وتطوّره منذ أوائل القرن العشرين، الخيال العلمي في الأدب العربي، الثقافة العربية-اليهودية وتاريخ اليهود في البلدان العربية وثقافتهم العربية. وقد انطلقت أبحاثه في هذا المجالات من إسهماته التنظيرية في مجال دراسة تاريخ الأدب التي حاولت أن تؤطّر دراسة الأدب العربي في سياق علمي منهجي. فمنذ وضع هاميلتون جيب (هاملتون جب)، في عشرينات القرن الماضي، حجر الزاوية لدراسة الأدب العربي الحديث بشكل منهجي، خاض الباحثون معركة مزدوجة: فمن جهة، ترتّب عليهم وضع الأسس العلمية لهذا المجال طبقا لطبيعته الخاصة وتمشّيا مع تطوّر النظريات النقدية المختلفة؛ ومن جهة أخرى، واجهوا محاولات للاستخفاف والتشكيك في شرعية مثل هذا المجال النقدي مردّها تلك النظرة الاستعلائية في أوساط المستشرقين إزاء النواحي الفنّية والجمالية للحضارة العربية المعاصرة في عالم تهيمن فيه بلا منازع المعايير الفنّية والجمالية الغربية. وكان لهذه النظرة دور في عدم تخصيص الموارد الكافية لتطوير المراكز الأكاديمية المهتمّة بالأدب العربي الحديث. وقد تغيّر هذا الوضع بعض الشيء منذ الثمانينات بعد أن بدأ الأدب العربي الحديث يثبت حضوره. وخير برهان على ذلك تأسيس كراسي أكاديمية خاصة به في الجامعات الغربية وتزايد الاهتمام العام به، سواء في مجال الترجمة أو إشراك كتاب وشعراء عرب في ندوات ومؤتمرات دولية، وقد أصبح عدد منهم ضيوفا مرغوبا فيهم في أوساط مختلفة. كذلك انعكس التغيّر في النظرة الغربية للأدب العربي (كجزء من الاهتمام العام بآداب العالم الثالث) في فوز نجيب محفوظ بجائزة نوبل للآداب عام 1988 وبظهور أدباء عرب آخرين في قائمة المرشّحين للجائزة، كما تزايدت بصورة ملموسة الدراسات والأبحاث عن الأدب العربي الحديث في المجلات العلمية بمختلف اللغات وصدرت العديد من الكتب الأكاديمية عن دور نشر دولية. ومع ذلك بقي بحث الأدب العربي في معظمه مقتصرا عموما على دراسة مواكبته للأحداث السياسية والاجتماعية ومسألة تأثير الأدب الغربي عليه مع تجاهل القوى المحرّكة الداخلية للنظام الأدبي التي تساهم في تطوّر الأجناس (genres) والنماذج (types, models) الأدبية.
	وهنا ساهم سنير بتطوير إطار تنظيري ناجع من خلال الاستناد إلى نظرية الأنظمة (system theory) وانطلاقا من القناعة بأن تطوّر الأدب لا يمكن أن يكون نتيجة عوامل خارجية فقط وإنما حصيلة مؤثّرات مختلفة داخل النظام الأدبي الشامل (polysystem) وخارجه على حدّ سواء. ويُقصد بالمؤثّرات الداخلية تلك الناتجة عن التفاعل بين القوى الداخلية وبين مستويات ونماذج أدبية مختلفة كالمستوى الرفيع الرسمي مقابل المستوى الشعبي غير الرسمي، ويؤدّي مثل هذا التفاعل إلى انتقال نماذج من هامش النظام الأدبي إلى مركزه وبالعكس. وليس للمصطلحين رسمي (canonical) وغير رسمي (non-canonical) هنا أيّة وظيفة تقييمية أو تثمينية، وإنما يقتصر استخدامهما على استعراض النظرة المتغايرة في عصور مختلفة داخل النظام الأدبي تجاه الأجناس والنماذج المختلفة. أما المؤثّرات الخارجية فتعني تلك التي تترتّب على تفاعل النظام الأدبي مع أنظمة اجتماعية وثقافية مختلفة كالدين والسياسة والاقتصاد واللغة والجنسوية وما إلى ذلك. كذلك يقترح سنير ألا يُنظر إلى هذه المؤثّرات بمنظور التأثير (influence) وإنما بمنظور التداخل والتفاعل (interference). فليس بالإمكان فصل العلاقات بين الأدب العربي والأدب الغربي، على سبيل المثال، عن الإطار الشامل لاتصالات الحضارة العربية مع حضارات أجنبية على مرّ العصور. لقد عانى الأدب العربي في القرون القليلة التي سبقت التقاء الثقافتين العربية والغربية من فقدان حيوية النماذج الرسمية وتحجّرها حين لم تعد تفي بحاجات جماهير المتلقّين الذين أخذوا يفضّلون تلك النماذج من المخزون غير الرسمي، كالحكايات والسير الشعبية والزجل. وأخذت هذه النماذج تحلّ محلّ النماذج الرسمية المتحجّرة مثل المقامة والرسالة والقصيدة التقليدية التي هيمنت على الحلبة الأدبية العربية طيلة مئات السنين. وجاء الاتصال بالغرب ليساهم في دفع القوى المحرّكة الداخلية إلى نقل نماذج أدبية من هامش النظام الأدبي إلى مركزه، ولتلقيح نماذج قديمة بعناصر حديثة. وخير مثال على هذه التطوّرات انتقال كتاب ألف ليلة وليلة من هامش النطام الأدبي إلى مركزه خلال القرن الماضي — وبعد أن كان طيلة قرون عديدة يُعتبر بمثابة «كتاب غثّ بارد الحديث»، على حدّ قول ابن النديم في الفهرست، بات في النصف الثاني من القرن العشرين من أروع من قدّمه العرب للحضارة العالمية. وقد أسفر إمعان النظر في التحوّلات الداخلية في النظام الأدبي العربي وفيما طرأ من تغيّرات في أعقاب التداخل والتفاعل مع الآداب الأجنبية وكذلك في تلك المراحل التي تشكّل همزة وصل بين الأدب القديم والأدب الحديث، وبخاصّة في القرون التي سبقت حركة الترجمة من الأدب الغربي، عن تأكيد ظاهرة الاستمرارية بوصفها سمة جوهرية في علاقة الماضي الأدبي العربي بحاضره، وكذلك تأكيد ضرورة التخلّي عن اعتبار بعض النماذج الأدبية غير «شرعية» أو غير مناسبة للبحث العلمي. وثمّة دراسات تشير إلى أن الأدب العربي شهد قبل اتّصاله بالثقافة الغربية تطوّرات مختلفة أخصبت أرضيته ومهّدتها لاستيعاب النماذج الأدبية الحديثة. ومن إسهامات سنير التنظيرية في هذا المجال:
- The Inscription of ‘En ‘Abdat: An Early Evolutionary Stage of Ancient Arabic Poetry,” Abr Nahrain 31 (1993), pp. 110–125“
- «أدب، تأريخ، وتأريخ الأدب»، الكرمل — أبحاث في اللغة والأدب 15 (1994)، 61-85.
- o“Arabic Literature in the Twentieth Century: A Historical Dynamic Functional Model” [Hebrew], Ha-Mizraḥ He-Ḥadash 36 (1994), pp. 49–80
- o“The Arabic Literary System in Syria in the Modern Period” [Hebrew], Ha-Mizraḥ He-Ḥadash 38 (1996), pp. 165–182
- o“Synchronic and Diachronic Dynamics in Modern Arabic Literature,” in: S. Ballas and R. Snir (eds.), Studies in Canonical and Popular Arabic Literature (Toronto: York Press, 1998), pp. 87-121
- o“Modern Arabic Literature and the West: Self-Image, Interference, and Reception,” Yearbook of Comparative and General Literature 48 (2000), pp. 53–71
- Modern Arabic Literature: A Functional Dynamic Historical Model. Toronto: York Press, 2001
- Modern Arabic Literature: A Theoretical Framework, Edinburgh: Edinburgh University Press, 2017
- Arab-Jewish Literature: The Birth and Demise of the Arabic Short Story, Leiden: Brill, 2019
- Contemporary Arabic Literature: Heritage and Innovation, Edinburgh: Edinburgh University Press, 2023
- Palestinian and Arab-Jewish Cultures: Language, Literature, and Identity, Edinburgh: Edinburgh University Press, 2023

## الكتب والمقالات المنشورة في المجالات المختلفة
وفيما يلي تلخيص لبعض أبحاث سنير في المجالات المختلفة المنشورة في اللغات الثلاث العربية والعبرية والإنكليزية:

## الشعر العربي الحديث
لقد نشر سنير في هذا المجال دراسات عن تطوّر الشعر العربي الحديث بوجه عام كما بحث إبداع شعراء معيّنين. وفيما يلي أهمّ أبحاثه العامة في هذا المجال تليها تلخيصات لأبحاثه عن أربعة من أبرز الشعراء العرب في العصر الحديث:
- نقد الأدب العربي الحديث. القدس: أكادمون، 1986.
- الأسطورة في نقد الأدب العربي الحديث. القدس: أكادمون، 1987.
- o“The ‘World Upsidedown’ in Modern Arabic Literature: New Literary Renditions of an Antique Religious Topos, ” Edebiyāt 5 (1994), pp. 51-75
- o“Al-Andalus Arising from Damascus: Al-Andalus in Modern Arabic Poetry,” Hispanic Issues 21 (2000), pp. 263–293

## عبد الوهاب البياتي(1926-1999)
يعود اهتمام سنير بشعر عبد الوهاب البياتي إلى أواسط الثمانينيات حين قام بدراسة النزعة الصوفية في الشعر العربي الحديث في إطار رسالة الدكتوراه. وفي سياق دراسته للنصوص الشعرية التي توظّف المعاني الصوفية، وقف سنير على الصراع النفسي الذي يعانيه الشعراء بين الطموح إلى الخلاص الذاتي بالاتصال بحقيقة كونية كبرى، وبين الإحساس بواجب المساهمة في بناء المدينة الفاضلة على وجه الأرض. ففي مقالات نشرها بلغات مختلفة، تطرّق إلى جوانب مختلفة لهذه الجدلية التي تعكس، على المستوى النقدي، تصارع أتباع نظرية الفنّ للفنّ، المنغلقين في برج الشعر العاجي، والداعين إلى الالتزام الذين يعتبرون نصوصهم منارة لهداية الحائرين. وفيما يلي أهمّ أبحاثه عن شعر البياتي:
- ”«الزيت في المصباح لن يجفّ»: جدلية البرج العاجي \ المنارة في مرآة الشعر الملتزم“، الكرمل — أبحاث في اللغة والأدب 13 (1992)، ص 7-54.
- ”«لماذا تنفى الكلمات؟» - الشاعر وصخرته في مرآة الشعر الملتزم“، الكرمل — أبحاث في اللغة والأدب 14 (1993)، ص 49-93.
- ”قراءة في قصيدة «أباريق مهشمة» لعبد الوهاب البياتي“، الكرمل — أبحاث في اللغة والأدب 16 (1995)، ص 7-53.
- ”«غريقا في النور»: قراءة في قصيدة «نار الشعر» لعبد الوهاب البياتي“، الكرمل — أبحاث في اللغة والأدب 18-19 (1997-1998)، ص 199-230.

وفي عام 2002 نشر سنير دراسة مطوّلة عن شعر عبد الوهاب البياتي بعنوان: ركعتان في العشق: دراسة في شعر عبد الوهاب البياتي (بيروت: دار الساقي، 2002)، وعنوان الكتاب يستند إلى قول الحلاج «ركعتان في العشق لا يصحّ وضوؤهما إلا بالدم». وتركّز هذه الدراسة على المراحل الرئيسية في شعر البياتي منذ الخمسينات. وفي الكتاب عرض للأوجه المختلفة للجدلية أعلاه في شعر البياتي، بوصفه مرآة لتطوّر الشعر العربي في النصف الثاني من القرن العشرين، وذلك استنادا إلى قراءات في شعره ومؤلّفاته الأخرى. وتتطرّق الدراسة، أيضا، إلى مقوّمات عملية القراءة الشعرية وخصوصيتها، انطلاقا ممّا تستلزمه المرحلة الراهنة في الأدب العربي من اعتبار القارئ شريكا فعّالا لا غنى عنه في إنتاج المعنى، وإدراكا بأن الاستيعاب الذهني التدريجي لما يحويه ويوحي به النصّ الأدبي، في الفضاء المكاني والزمني، هو غاية جمالية في حدّ ذاتها. فمن خلال دراسة نصوص مختارة للبياتي، تنعكس التجربة الشعورية الذوقية، والذهنية العقلية، التي يمرّ بها القارئ، بوعي أو لا وعي، في مسعاه لبلورة المعنى، وهو، في الوقت نفسه، على يقين بأن قراءته مهما اتّسعت رؤياها، لا يمكن أن تكون إلا ذاتية وناقصة. ويستند المنهج التحليلي إلى تتبّع خطوات قارئ منتج يلتقي بالقصيدة لقراءة أولى، ليستوعبها شعوريا ويخرجها عفويّا على مسرح ذهنه، ثمّ يعود إليها، ناقدا، لقراءة ثانية، واعية ومتأنّية، ليستكشف الحيل والجدليات التي تجعل النصّ بناء فنّيا متميّزا له تأثيره الخاصّ على القارئ. ولقد أصدر مجمع البحوث الإسلامية بالأزهر الشريف قرارا بمصادرة الكتاب ومنع تداوله. وجاء في تقرير المصادرة الذي كتبه الدكتور طه أبو كريشة أن "البياتي من شعراء العصر الحديث الذين لم يلتزموا عمود الشعر العربي في أوزانه وقوافيه، إلى جانب عدم الالتزام في المضمون بثقافة التراث". والسبب الثاني للمصادرة حسب التقرير: «أن عنوان الكتاب يكشف استهانة بالرموز الخاصة بالعبادات، وهذه الاستهانة تدلّ على ما وراءها". وقيل أيضا أن الكتاب يحوي "عبارات لا تليق لانها تصور الصلاة والركوع على انها لطاعة المحبوب بدلا من أن تكون لطاعة الله، مما يعد مخالفة للشرع ومعارضة لثوابت الدين". وكتب عبدة وازن عن الكتاب في صحيفة الحياة في 18 يوليو 2002 بعنوان “عبد الوهاب البيّاتي على مشرحة ناقد إسرائيلي”. وممّا قاله: “وأهمّ ما في مقاربة (سنير) أيضاً انفتاحها على خلفية ثقافية شاسعة وعلى ما يمكن أن يسمى بـالنقد التناصيّ. فكلّما استخلص سنير فكرة أو مبدأ أو مقولة دعمــها بشواهد أخرى أدبية وفلسفية واجتماعية وتاريخية. ولعلّ ذلك ما أنقذ كتابه من الجفاف الأكاديمي مــن دون أن يجــرّده لحظة من التحليل والتــشريح والتـأويل. أما المشرحة التي أخضع سنير البياتي لها فهي لم تخلُ من الشغف والمحبّة والإعجاب. فمبضعه كان رحوماً جداً وغير جارح حتى وإن أصاب. وإن بدا كتاب رؤوبين سنير من أشدّ الكتب التي تناولت البياتي جدّية ومنهجية فهو أيضاً أشبه برسالة حبّ من ناقد عراقي الأصل، اضطرته الظروف السياسية على أن يصبح إسرائيلياً، ألى شاعر يظلّ يعتبره مواطنه”.

## صلاح عبد الصبور(1931-1981)
تتميّز مساهمات صلاح عبد الصبور في الشعر والنقد وفي الأدب والفنّ بوجه عام بما فيها من تغذية متبادلة مستمرّة، فعلى سبيل المثال، تنعكس تنظيراته الواردة في سيرته الشعرية حياتي في الشعر (1968)، ولا سيّما محاولته إيجاد تشابه بين مراحل عملية الخلق الشعري من جهة، ومراحل التجربة الصوفية من جهة أخرى، في النزعة الصوفية الواضحة في شعره. وفيما يلي أهمّ أبحاث سنير في هذا المجال:
- o“Ṣūfī Elements in Modern Arabic Poetry and the Role of Ṣalāḥ ‘Abd al-Ṣabūr,” Bulletin of Israeli Academic Center in Cairo 5 (Fall 1984), pp. 12–13
- ”صوفية بلا تصوف إسلامي — قراءة جديدة في قصيدة صلاح عبد الصبور «الإله الصغير»“، الكرمل — أبحاث في اللغة والأدب 6 (1985)؛ ص 129-146.
- Human Existence According to Kafka and Ṣalāḥ ‘Abd al-Ṣabūr,” Jusūr 5 (1989), pp. 31–43“
- o“Neo-Sufism in the Writings of the Egyptian Poet Ṣalāḥ ‘Abd al-Ṣabūr,” Sufi – A Journal of Sufism 13 (1992), pp. 24–26
- o“The Poetic Creative Process according to Ṣalāḥ ‘Abd al-Ṣabūr,” in: Ami Elad (ed.), Writer, Culture, Text: Studies in Modern Arabic Literature (Fredericton: York Press, 1993), pp. 74–88

## علي أحمد سعيد،أدونيس(ولد 1930)
يتمتّع أدونيس بمكانة خاصّة بين الشعراء العرب المعاصرين من حيث كونه من أكبر المنطّرين للشعر العربي وللحضارة العربية بوجه عام، وذلك منذ أن نشر مقالته المشهورة ”محاولة في تعريف الشعر الجديد“ في مجلة شعر (صيف 1959)، وهي حجر الزاوية في تعريف الشعر العربي المعاصر وعلاقته بالحداثة والتراث والثقافة العربية. وفيما يلي أهمّ أبحاث سنير عن إبداع أدونيس:
- o“A Study of ‘Elegy for al-Ḥallāj’ by Adūnīs,” Journal of Arabic Literature 25.2 (1994), pp. 245-256
- o“Adūnīs – The Acts of the Wind” [Hebrew], Helicon — Anthological Journal of Contemporary Poetry 30 (1999), pp. 50–55
- o“Poète des secrets et des racines’: L’Adonis hallajien,” in: Adonis: un poète dans le monde d’aujourd’hui 1950-2000 (Paris: Institut du monde arabe, 2000), pp. 171-172[9] o

## محمود درويش(1941-2008)
من أروع إبداعات محمود درويش ما صدر منها بعد حرب لبنان في ثمانينات القرن الماضي، ويتصدّرها ورد أقلّ (1986) من حيث كونه سلسلة من القصائد التي تؤرّخ لديمومة النكبة في حياة الفرد الفلسطيني أينما وُجد وعلاقة التجربة الفردية بالتجربة الجماعية، وفي نفس الوقت محاولة التعبير عنها بأدوات فنّية هي بعيدة كلّ البعد عن أدب الشعارات الذي اجتاح الأدب الفلسطيني منذ 1948. لقد كان درويش هو الذي صرخ عام 1969 «أنقذونا من هذا الحبّ القاسي» (الجديد، يونيو 1969، ص 2-4)، قاصدا «حبّ» العرب للفلسطينيين الذي يعتبر كلّ ما يكتبه أيّ شاعر فلسطيني بمثابة إبداع لا مثيل له في الأدب العربي، لا يفتقر إلى أي برهان ما عدا شتم الصهاينة واستنكار الممارسات الإسرائلية. وطبّق درويش ما نادى به نظريا فيما كتبه في السبعينيات وما بعد مع كبوات قلائل لم يتردّد في الاعتراف بها. وجاء ديوان ورد أقلّ تعبيرا جيّدا لمثل هذه الرؤيا بما يحويه من خمسين قصيدة، جميعها منظومة على بحر المتقارب، على شكل الشعر الحرّ أو شعر التفعيلة وهي مرتبّة بطريقة يستطيع قارئها أن يتتبّع المراحل الرئيسية في سيرة الشعب الفلسطيني، مستوحية الأسطورة والتناص القرآني والعهدين القديم والجديد. وفي دراسة عن الديوان ركّز سنير على قصيدة «سيأتي برابرة آخرون» كبؤرة للديوان بأكمله. وفيما يلي أهمّ أبحاثه عن شعر درويش:
- o“Maḥmūd Darwīsh – Birds without Wings” [Hebrew], Helicon — Anthological Journal of Contemporary Poetry 18 (1996), pp. 47–61
- o“Will Homer Be Born After Us?: Intertextuality and Myth in Maḥmūd Darwīsh’s Poetry in the 1980s,” al-Karmil – Studies in Arabic Language and Literature 25-26 (2004-2005), pp. 17-85 (English part)
- o“Other Barbarians Will Come”: Intertextuality, Meta-Poetry, and Meta-Myth in Mahmud Darwish’s Poetry,” in: Hala Khamis Nassar and Najat Rahman (eds.), Mahmoud Darwish, Exile’s Poet: Critical Essays (Northampton, MA : Interlink Books, 2008), pp. 123-166[10] o

## الأدب العربي-اليهودي
وفي العقد الأخير صار موضوع الثقافة العربية-اليهودية مجال البحث المفضّل لدى سنير. يبدو تصوّر الهويّة اليهودية-العربية المشتركة متعذّر اليوم بحكم الوضع السياسي القائم في الشرق الأوسط، بيد أنها كانت حقيقة واقعة قبل الحرب العالمية الثانية، كما هي الحال مع الهويّة اليهودية-الألمانية. شهود هذه الهويّة اليهودية-العربية الممتزجة هم اليهود الناطقون باللغة العربية وشعراؤها. ولا بدّ أن كان لسيرة حياة سنير المشار إليها أعلاه ضلع في هذا الاهتمام. وقد نشر سنير أبحاثه في هذا المجال في لغات مختلفة، وكانت دراسته المركزية في هذا المجال بالعبرية، وهي من حوالي 670 ص:
ערביות, יהדות, ציונות: מאבק זהויות ביצירתם של יהודי עיראק (ירושלים: מכון בן צבי, 2005).
(الترجمة العربية للعنوان: العروبة، اليهودية والصهيونية: صراع هويّات في أدب اليهود العراقيين). وفيما يلي أهمّ أبحاثه الأخرى في هذا المجال:
- o“Cultural Changes as Reflected in Literature: The Beginning of the Arabic Short Story by Jewish Authors in Iraq” [Hebrew], Pe‘amim – Studies in Oriental Jewry 36 (1988), pp. 108–129[12] o
- o“We Were Like Those Who Dream’: Iraqi-Jewish Writers in Israel in the 1950’s,” Prooftexts 11 (1991), pp. 153-173
- o“Under the Patronage of Muḥammad’: Islamic Motifs in the Poetry of Jewish Writers from Iraq” [Hebrew], in: T. Alexander et al. (eds.), History and Creativity in the Sephardi and Oriental Jewish Communities (Jerusalem: Misgav Yerushalayim, 1994), pp. 161–193
- o“Arabic Literature of Iraqi Jews: The Dynamics of the Jewish Cultural System and its Relationship with the Arabic Cultural System” [Hebrew], Miqqedem Umiyyam 6 (1995), pp. 255–288
- o“Jewish-Muslim Relations in the Literature and Periodicals of Iraqi Jewry” [Hebrew], Pe‘amim – Studies in Oriental Jewry 63 (1995), pp. 5–40[13] o
- o“Zionism as Reflected in the Arabic and Hebrew Belles Lettres of Iraqi Jews” [Hebrew], Pe‘amim – Studies in Oriental Jewry 73 (Autumn 1997), pp. 128–146[14] o
- o“Women in the Arabic Belles Lettres of Iraqi Jewry in the Twentieth Century” [Hebrew], Pe‘amim – Studies in Oriental Jewry 82 (Winter 2000), pp. 119–149
- x“Iraqi Jewry After 1945: Literature, History and Historiography” [Hebrew], Miqqedem Umiyyam 7 (2000), pp. 245–271
- o“My Heart Beats with Love of the Arabs: Iraqi Jews Writing in Arabic in the Twentieth Century,” Journal of Modern Jewish Studies I.2 (2002), pp. 182-203
- o“The Zionist Vision and the Arabic Literature of Iraqi Jews: ‘A Caravan from the Village’ by Shalom Darwīsh” [Hebrew], in: W.Z. Harvey et al. (eds.), Zion and Zionism among Sephardi and Oriental Jews (Jerusalem: Misgav Yerushalayim, 2002), pp. 539–560
- o“Forget Baghdad!: The Clash of Literary Narratives among Iraqi-Jews in Israel,” Orientalia Suecana LIII (2004), pp. 143-163
- oArabic Literature by Iraqi-Jews in the Twentieth Century: The Case of Ishaq Bar-Moshe (1927-2003),” Middle Eastern Studies 41.1 (January 2005), pp. 7–29[15] o
- o“Jews as Arabs: The State of the Art” [Hebrew], Ruaḥ Mizaraḥit (East Wind) 2 (Summer 2005), pp. 9–17
- o“We Are Arabs Before We Are Jews: The Emergence and Demise of Arab-Jewish Culture in Modern Times,” EJOS – Electronic Journal of Oriental Studies VIII (2005), no. 9, pp. 1-47
- o“When the Time Stopped’: Ishaq Bar-Moshe as Arab-Jewish Writer in Israel,” Jewish Social Studies 11.2 (2005), pp. 102-135[16] o
- o“Arabic in the Service of Regeneration of Jews: The Participation of Jews in Arabic Press and Journalism in the 19th and 20th Centuries,” Acta Orientalia (Budapest) 59 (2006), pp. 283–323
- o“Arabness, Egyptianess, Zionism, and Cosmopolitanism: The Arabic Cultural and Journalistic Activities of Egyptian Jews in the 19th and 20th Centuries,” Orientalia Suecana 55 (2006), pp. 133-164
- o“Arabs of the Mosaic Faith: Chronicle of a Cultural Extinction Foretold,” Die Welt des Islam 46.1 (2006), pp. 43–60
- o“A Carbon Copy of Ibn al-Balad?: The Participation of Egyptian Jews in Modern Arab Culture,” Archiv Orientální 74 (2006), pp. 37-64
- o“From al-Samaw’al to Ibn al-Samaw’al: Modern Arab-Jewish Culture, its Historical Background and Current Demise,” Acta Orientalia (Oslo) 67 (2006), pp. 19–79
- o“Anā min al-Yahūd: The Demise of Arab-Jewish Culture in the Twentieth Century,” Archiv Orientální 74 (2006), pp. 387-424
- o“Till Spring Comes’: Arabic and Hebrew Literary Debates among Iraqi-Jews in Israel (1950-2000),” Shofar – An Interdisciplinary Journal of Jewish Studies 24.2 (2006), pp. 92-123[17] o
- o“Hybridity, Exclusion, and Cultural Cleansing: Iraqi-Jews and the Hegemonic Israeli Ashkenazi Establishment,” in: Atef Botros (ed.), Der Nahe Osten – ein Teil Europas? (Berlin: Ergon Verlag, 2006), pp. 191–216
- o“Arabs of the Mosaic Faith: Jewish Writers in Modern Iraq and the Clash of Narratives after their Immigration to Israel,” in: Andreas Pflitsch and Barbara Winckler (eds.), Poetry’s Voice – Society’s Norms: Forms of Interaction between Middle Eastern Writers and their Societies (Wiesbaden: Reichert, 2006), pp. 147-171
- o“Jewishness, Arabness and Egyptianness: The Participation of Egyptian Jews in Arabic Press and Journalism during the Nineteenth and Twentieth Centuries,” Australian Journal of Jewish Studies 20 (2006), pp. 199–238
- o“‘Do Not They and I Share a Common Source?’: Modern Arab-Jewish Culture,” Journal of Oriental and African Studies (Athens) 15 (2006), pp. 37-82
- o“Religion is for God, the Fatherland is for Everyone: Arab-Jewish Writers in Modern Iraq and and the Clash of Narratives after their Immigration to Israel,” Journal of the الجمعية الشرقية الأمريكية 126.3 (2006), pp. 379–399[18] o
- o“My Childhood Blossomed on the Waters of the Tigris”: The Arabic Literature of Iraqi Jews in the 20th Century,” Bulletin of the Royal Institute for Inter-Faith Studies (Amman) 8.1&2 (2006), pp. 29-68[19] o
- o“Mosaic Arabs between Total and Conditioned Arabization: The Participation of Jews in Arabic Press and Journalism in Muslim Societies during the Nineteenth and Twentieth Centuries,” Journal of Muslim Minority Affairs 27.2 (2007), pp. 261–295
- o“Arabic Journalism as a Vehicle for Enlightenment: Iraqi Jews in the Arabic Press during the Nineteenth and Twentieth Centuries,” Journal of Modern Jewish Studies 6.3 (2007), pp. 219-237
- o“My Adherence to the Creed of Moses Has not Diminished My Love for Muhammad’s Nation’: The Emergence and Demise of Iraqi Jewish Literary Modern Culture,” Jewish Quarterly Review 98.1 (Winter 2008), pp. 62-87[20] o

## المسرح الفلسطيني
في أواسط التسعينات بدأ سنير يهتمّ بالمسرح الفلسطيني وبتطوّره منذ بداية القرن العشرين. وكان سبب ذلك ما لاحظه من استخفاف الباحثين في هذا المجال بالحركة المسرحية في فلسطين إلى حدّ الادعاء أن الفلسطينيين، خلافا للمصريين أو السوريين، لم يحترفوا المسرح إلا في أواخر القرن العشرين. والغرابة في الأمر أن عددا من هؤلاء الباحثين كان من أبناء فلسطين ولم يكونوا على علم بتراثهم المسرحي وبالجهود التي بذلها رجال المسرح والفنّانون في وطنهم في نفس الفترة التي انطلقت نهضتهم الوطنية. وبادر سنير إلى دراسة هذا الموضوع انطلاقا من اقتناع يستند في البداية إلى موادّ تاريخية قليلة فقط تشير إلى أن فلسطين شهدت منذ عشرينات القرن العشرين حركة مسرحية نشطة تعاظمت تدريجيا خلال الثلاثينات والأربعينات ولو لم تحدث نكبتهم لكانت هذه الحركة تثبت حضورها الملموس في تاريخ المسرح العربي في منتصف القرن العشرين. بيد أن أحداث 1948 أسفرت عن تعطيل إنجازات هذه الحركة المسرحية وعدم صعودها على الخشبة العربية إلا في السبعينات انطلاقا من مسرح البلالين المقدسي الذي كان البذرة لنشأة مسرح الحكواتي الوطني الفلسطيني. وألّف سنير كتابا بالإنكليزية عن المسرح الفلسطيني نُشر في ألمانيا ضمّنه وثائق مسرحية نادرة لم تكن تعرف من قبل عن تأريخ المسرح الفلسطيني قبل 1948، إضافة إلى استعراض الحياة المسرحية تحت الاحتلال الإسرائيلي، كما أفرد فصلا لكلّ من فرقتي البلالين والحكواتي. تفاصيل الكتاب هي كما يلي:
Palestinian Theatre (Literaturen im Kontext, vol. 20) Wiesbaden: Reichert, 2005
وفيما يلي أهمّ أبحاثه الأخرى في هذا المجال:
- ”العناصر المسرحية في التراث الأدبي الشعبي العربي القديم“، الكرمل — أبحاث في اللغة والأدب 14 (1993)، ص 149-180.
- o“The Beginnings of Palestinian Political Theatre: Samīḥ al-Qāsim’s Qaraqāsh” [Hebrew], Ha-Mizraḥ He-Ḥadash 35 (1993), pp. 129–147
- ”بواكير المسرح السياسي الفلسطيني: سميح القاسم ومسرحيته قرقاش“. ضمن: طارق رجب (إعداد)، متابعات نقدية في أدب سميح القاسم. حيفا: الوادي، 1995، ص 63-103.
- o“Palestinian Theatre: Historical Development and Contemporary Distinctive Identity,” Contemporary Theatre Review 3.2 (1995), pp. 29-73
- o“Palestinian Theatre as a Junction of Cultures: The Case of Samīḥ al-Qāsim’s Qaraqāsh,” Journal of Theatre and Drama 2 (1996), pp. 101–120
- o“The Palestinian al-Ḥakawātī Theater: A Brief History,” Arab Studies Journal VI.2-VII.1 (Fall 1998 / Spring 1999), pp. 57-71
- o“Al-Ḥakawātī Theater and its Contribution to Palestinian Nation Building,” in: J. Rosenhouse and A. Elad-Bouskila (eds.), Linguistic and Cultural Studies on Arabic and Hebrew: Essays Presented to Moshe Piamenta for his Eightieth Birthday (Wiesbaden: Harrassowitz Verlag, 2001), pp. 293–317
- o“The Palestinian Hakawati Theater: A Brief History,” in: Sherifa Zuhur (ed.), Colors of Enchantment: Theater, Dance, Music, and the Visual Arts of the Middle East (Cairo: AU in Cairo Press, 2001), pp. 107-124
- o“The Emergence of Palestinian Professional Theatre after 1967: al-Balālīn Self-Reference Play al-‘Atma (The Darkness),” Theatre Survey 46.1 (2005), pp. 5–29

## الملامح الزهدية والصوفية في الأدب العربي الحديث
كان الزهد والتصوّف من المواضيع الأولى التي درسها سنير في إطار أبحاثه الأكاديمية، فتناولت أطروحة الماجستير التي كتبها في الجامعة العبرية بالقدس في بداية الثمانينات الزهد الإسلامي من خلال تحقيق مخطوطة زهدية للمعافى بن عمران من القرن الثاني الهجري، كما درس في أطروحته للدكتوراه الملامح الصوفية في الشعر العربي المعاصر (انظر تفاصيل الأطروحتين أعلاه). ثمّ نشر العديد من الدراسات في هذه المجالات، لا سيّما عن الملامح الزهدية والصوفية في الأدب العربي الحديث. وفيما يلي قائمة ببعض دراساته في هذا المجال:
- منتخبات من الشعر العربي الزهدي والصوفي والميتافيزيقي من القرن الثامن الميلادي وحتى أيامنا (القدس: أكادمون، 1986).
- o“Neo-Sufism in the Writings of the Egyptian Poet Ṣalāḥ ‘Abd al-Ṣabūr,” Sufi – A Journal of Sufism 13 (1992), pp. 24–26
- o“A Study of ‘Elegy for al-Ḥallāj’ by Adūnīs,” Journal of Arabic Literature 25.2 (1994), pp. 245-256
- o“Mysticism and Poetry in Arabic Literature,” Orientalia Suecana XLIII-XLIII (1994-1995), pp. 165–175
- o“Neo-Sufism in Modern Arabic Poetry,” Sufi – A Journal of Sufism 27 (Autumn 1995), pp. 23-27
- o“Bāb al-Maḥabba (The Chapter on Love) in al-Risāla al-Qushayriyya: Rhetorical and Thematic Structure,” Israel Oriental Studies XIX (1999), pp. 131–159
- o“Poète des secrets et des racines: L’Adonis hallajien,” in: Adonis: un poète dans le monde d’aujourd’hui 1950-2000 (Paris: Institut du monde arabe, 2000), pp. 171-172
- o“Arabic Belles Lettres of Islamic Circles” [Hebrew], Ha-Mizraḥ He-Ḥadash 42 (2001), pp. 209–225
- o“Modern Arap Şiirinde Yene Sufilik,” Çorum Ilahiyat Fakultest Dergisi (2002), pp. 366-377[22] o
- o“Modern Arabic Literature and Islamist Discourse: ‘Don’t Be Coolness, Don’t Flutter Safety,’” Journal of Arabic and Islamic Studies 5 (2003-2004), pp. 78-123[23] o

وفي عام 2006 لخّص سنير إنجازاته في هذا المجال في كتاب بالإنكليزية بعنوان:
(Religion, Mysticism and Modern Arabic Literature (Wiesbaden: Harrassowitz Verlag, 2006
(الدين، الصوفية، والأدب العربي الحديث). وفي الكتاب خمسة فصول، بالإضافة إلى مقدّمة وخاتمة وقائمة مصادر ومراجع. ويتصدّر الفصول قول الصوفي بشر بن الحارث الحافي من القرن الثاني الهجري في «باب الصمت» من الرسالة القشيرية: «إذا أعجبك الكلام فاصمت! وإذا أعجبك الصمت فتكلّم!» ويعكس هذا القول جدلية الصمت والكلام التي تنسحب على صفحات الكتاب: الكلمات عقيمة أمام جلال الذات الإلهية وغموض النفس البشرية. ولكن ما حيلة من بدونها ليس هو ما يريد – شاعرا مطبوعا ورسولا ملتزما يحمل كلمته للعالمين؟! وهنا يسعفنا الشقّ الثاني من قول بشر الحافي: الشاعر الحقّ هو من لا يتكلّم إلا إذا أعجبه الصمت وخرج شعره غصبا عنه كالحسين بن منصور الحلاج في شطحه «أنا الحقّ». ونجد في مقدّمة الكتاب الإطار النظري للدراسة، أي نظرية الأنظمة الأدبية المذكورة أعلاه، ويتناول الفصل الأول ما هو اليوم بعيد عن تاج الرسمية — أدب الجماعات الإسلامية المنتشر بسرعة وهو في نفس الوقت هامش بنظر المركز الأدبي العلماني ولا يحظى بتقدير النقّاد والمؤسّسات الثقافية الرسمية. وفي الفصل الثاني يتوقّف سنير عند العلاقات بين الأدب العربي والإسلام خلال القرن العشرين، مسلّطا الأضواء على نقاط زمنية ومفترقات فكرية تصادم فيها كتّأب ومبدعون مع المركز الديني ومنها قضية طه حسين وكتابه في الشعر الجاهلي ونجيب محفوظ في أولاد حارتنا وسلمان رشدي في الآيات الشيطانية. أما الفصل الثالث فيتناول النزعة الصوفية في الشعر العربي التي برزت منذ بداية الستينيات وكان روّادها أدونيس وصلاح عبد الصبور وعبد الوهاب البياتي. ويعالج الفصل الرابع من الكتاب العناصر الصوفية في أعمال الشاعر المصري صلاح عبد الصبور الذي وضع، إلى جانب شعره الصوفي، نظرية في الإبداع تتألّف من ثلاث مراحل تعادل مراحل التجربة الصوفية: الوارد، التلوين والتمكين، والعودة.

## إبداعنجيب محفوظ
وفي عدّة مقالات درس سنير طريقة تعامل نجيب محفوظ (1911-2006) مع السلطة باستخدام الرمزية والأليغورية مستندا إلى التراث الإسلامي القديم. فعلى سبيل المثال استخدم محفوظ أشراط الساعة الواردة في القرآن والحديث للتعبير أن عدم ارتياحة من تصرّف جمال عبد الناصر بعد تسلّمه الحكم على الرغم من أن محفوظ لم يشكّ أبدا في نوايا عبد الناصر الحسنة. وفيما يلي بعض إساهمات سنير في هذا المجال:
- o“The Arab-Israeli Conflict as Reflected in the Writing of Najīb Maḥfūẓ,” Abr-Nahrain 27 (1989), pp. 120-153
- o“Mundus Inversus in Arabic Literature in the Twentieth Century” [Hebrew], in: H.Z. Levy (ed.), Fathers and Sons: Myth, Theme and Literary Topos (Jerusalem: Magnes , 1991), pp. 88–107
- o“The ‘World Upsidedown’ in Modern Arabic Literature: New Literary Renditions of an Antique Religious Topos,” Edebiyāt 5 (1994), pp. 51-75
- o“Between Reality and Utopia: Images of Arab Leaders in Modern Arabic Literature” [Hebrew], Ha-Mizraḥ He-Ḥadash 41 (2000), pp. 171–188
- o“The Tail above the Head: Literary Representations of ‘Abd al-Nāṣir’s Regime as a World Upsidedown,” Quaderni di Studi Arabin.s. 2 2007, 181-208

## الخيال العلميفي الأدب العربي
خلافا للآداب الغربية حيث الخيال العلمي جنس أدبي معترف به من قبل الأوساط الثقافية والأدبية، لا يُعتبر ما يُكتب في هذا الجنس الأدبي في العالم العربي ذا قيمة فنّية عالية. وأسفرت هذه النظرة عن تهميش الكتّأب العرب في هذا المجال على الرغم من اهتمام القرّاء العرب المتزايد بأدب الخيال العلمي سواء تلك المؤلّفات المخصّصة للأطفال أو للرجال. ودرس سنير جذور الخيال العلمي في التراث العربي القديم ومراحل تطوّر المفهوم الجديد له في العصر الحديث وخاصّة من خلال استيراد النماذج الغربية التي تتمحور حول الاختراعات التكنولوجية والإنجازات العلمية. وفي المرحلة الأولى أثبت الخيال العلمي حضوره في الأدب العربي من خلال الترجمات، وخصوصا من الإنكليزية، وفي المرحلة التالية ازدهر الإبداع الأصلي من قبل كتّأب مثل المصري نهاد شريف (ولد 1932) والسوري طالب عمران (1948). ونشر سنير أول مقالتين علميتين بلغة أجنبية عن الخيال العلمي العربي:
- o“The Emergence of Science Fiction in Arabic Literature,” Der Islam 77.2 (2000), pp. 263-285
- o“Science Fiction in Arabic Literature: Translation, Adaptation, Original Writing and Canonization,” Arabic Language & Literature (Seoul) vol. 2 (2002), pp. 209–229

كما أشرف على إرشاد أطروحة دكتوراه عن هذا الموضوع كتبها طالبه في جامعة حيفا عصام عساقله بعنوان: بناء الشخصيات في روايات الخيال العلمي في الأدب العربي (2006).

## العلاقات المتبادلة بين ثقافة الأكثرية وثقافة الأقليّة في إسرائيل
من المعروف أنّ الجذور الثقافية للمؤسّسة الثقافية المهيمنة في إسرائيل هي شرق أوروبية بعيدة كلّ البعد عن الأجواء الثقافية العربية كما أن اهتماماتها تقتصر على الأغلب على الثقافة الغربية. وليس سرّا أن معظم أقطابها ينظرون بنظرة استعلاء يشوبها الاشمئزاز إلى الثقافة العربية بل إلى كلّ ما تشمّ منه رائحة عربية سواء كان ذلك في الأدب أو الموسيقي أو الفنون المختلفة وخير دليل على ذلك ما ذُكر أعلاه من تهميش دور الأدباء اليهود المؤلّفين باللغة العربية، وحتى تهميش دور الكتّأب اليهود الشرقيين الذين يكتبون بالعبرية لأسباب لا تمتّ بأيّة صلة إلى مستوى الإنتاج الأدبي. ويؤدّي عدم اهتمام هذه المؤسّسة الثقافية بالثقافة العربية من جهة، والآراء الليبرالية واليسارية التي تتمسّك بها من جهة أخرى، إلى نوع من التنافر المعرفي (Cognitive Dissonance)، إذا استعرنا مصطلحات من نظرية ليؤون فستينغير (Leon Festinger) في علم النفس. وتنصّ هذه النظرية على أنه عندما يدرك الإنسان بالتنافر بين مواقفه وتصوّراته وبين تصرّفاته الفعليه دون أن تكون لهذه التصرّفات مبرّرات مناسبة فإنه يقع فريسة لمشاعر الضيق وعدم الاتّزان النفسي. وتحدو به هذه المشاعر إلى إحدى اثنتين: إمّا تغيير مواقفه وتصوّراته لتلائم تصرّفاته وإمّا تغيير تصرّفاته لتلائم مواقفه وتصوّراته. فالأوساط الأدبية العبرية، على سبيل المثال، لا تستطيع أن تجهر بعدم اهتمامها بالأدب العربي نظرا للمواقف اليسارية والليبرالية التي تتمسّك بها. فكيف يمكن الخروج من هذا المأزق والتوفيق بين هذا التنافر بين الاستخفاف وعدم الاهتمام بثقافة الاقليّة وبين ما يمليه ضمير أولئك المثقّفين اليساريين الليبراليين من وجوب عدم إهمال حقوق الأقليّة شأنها شأن أي أقليّة في دولة ديمقراطية أخرى؟ هكذا اختُرع نظام ثقافي تعويضي يعادل النظام السياسي لغرض صيانة تمثيل مناسب للعرب في الحلبة الثقافية الإسرائيلية يقتصر على ضمان «مقعد» دائم لمندوب عربي في نشاطات ثقافية مختلفة مثل أمسيات شعرية أو مجلات أدبية أو وفود تمثّل الدولة في الخارج وما إلى ذلك. ويخدم مثل هذا النظام ثقافة الأغلبية من حيث أنه يسهّل عليها التفاعل أو بالأحرى التظاهر بالتفاعل، مع ثقافة الأقليّة عبر مثقّفين من أبنائها يمثلّون ثقافة الأقليّة ويعكسون عقليّتها وبالتالي يخلّصون مثقّفي الأغلبية الليبراليين واليساريين من مشاعر الضيق الراقدة في ضمائرهم المؤنّبة. وفيما يلي بعض أبحاث سنير في هذا المجال:
- o“A Wound Out of his Wounds: Palestinian Arabic Literature in Israel” [Hebrew], Alpayim 2 (1990), pp. 244–268
- o“Figliastri pieni d’amore: Scrittori arabi in lingua ebraica,” La Rassegna Mensile di Israel LVII (1991), pp. 245-253
- "الأديب مهرّجا (ملاحظات حول دور الأديب العربي الفلسطيني في الحلبة الثقافية الإسرائيلية)”، مواقف، مارس-أبريل 1993، 52-61.
- "«هاك كرسي أيّها الضمير»: التنافر المعرفي في ثقافة الأغلبية إزاء ثقافة الأقلية في إسرائيل”، فلسطين الثورة، 16 مايو 1993، 28-29.
- o“Original and Translation on the Contact Line” [Hebrew], in: Sasson Somekh (ed.), Translation as a Challenge (Tel Aviv: Tel Aviv University, 1993), pp. 21–39
- o“Hebrew as the Language of Grace: Arab-Palestinian Writers in Hebrew,” Prooftexts 15 (1995), pp. 163-183
- o“Intersecting Circles between Hebrew and Arabic Literature” [Hebrew], in: Yosef Tobi (ed.), Contacts between Arabic Literature and Jewish Literature (Tel Aviv: Afikim, 1998), pp. 177–210
- o“Postcards in the Morning’: Palestinians Writing in Hebrew,” Hebrew Studies XLII (2001), pp. 197-224

## موسوعات علمية دولية
ساهم سنير في عدّة موسوعات دولية مثل “موسوعة الأدب العربي” التي صدرت عام 1998 عن دار روتليج (Routledge) في لندن وكتب فيها الترجمات التالية: محمد عبد المطلب، بدوي الجبل، البدوي الملثم، وديع باحوط، محمد توفيق البكري، روفائيل بطّي، تاج السرّ حسن، عرّ الدين إسماعيل، ثريا ملحس، محمد عفيفي مطر، أديب مزهر، ناجي هلال، أحمد نسيم، محمد النويهي، محمد منير رمزي، حسن كامل الصيرفي، إبراهيم العريّض، وحسين الظريفي. كذلك شارك في إعداد “موسوعة الثقافة اليهودية الحديثة” الصادرة بللغة الإنكليزية عن دار روتليج (Routledge) في لندن ونيويورك عام 2005 بصفته محررا مساهما (Contributing Editor) وكتب جميع الموادّ الخاصة بالأدب العربي-اليهودي، ومنها مادّة واسعة عن الثقافة العربية-اليهودية (Arab-Jewish Culture)، والصحافة اليهودية باللغة العربية (Press, Arabic)، وكذلك عن الكتّأب والشعراء: سالم الكاتب، إيلي أمير، يعقوب بلبول، إسحاق بار-موشيه، مير بصري، شالوم درويش، مراد فرج، مراد ميخائيل، سامي ميخائيل، سمير نقاش، إبراهيم عوبديا، أنور شاؤل، يعقوب صنوع، سليم شعشوع، وأحمد سوسة. كذلك كتب موادّ لموسوعات دولية أخرى.

## ترجمات أدبية
ترجم سنير العديد من الأعمال الأدبية، خصوصا الشعر، من العربية للعبرية وبالعكس، كما ترجم أيضا للإنكليزية وخاصّة من العربية. وفيما يلي بعض ترجماته:

## من العبرية للعربية
ظهرت الترجمات في مجلّات أدبية مثل لقاء وفراديس، كما نُشرت في مواقع مختلفة على شبكة الإنترنت، مثلا في موقع ثقافات لجريدة إيلاف الإلكترونية. وفيما يلي بعض الترجمات:
«مختارات من الشعر الإسرائيلي المعاصر» وتضمّ قصائد لسبعة عشر شاعرا وشاعرة من أجيال مختلفة تتصدّرها مقدّمة عن حالة الشعر العبري في العقود الأخيرة من القرن العشرين. والشعراء هم: آبا كوفنر، يهودا عميحاي، پنحاس سديه، دان باغيس، نتان زاخ، داليا رابيكوفيتش، دافيد روكياح، يعقوب بيسر، آغي مِشعول، يتسحاق لاؤور، روني سوميك، أمير أور، أبي إلياس، روبي شونبرغر، رافي فايخرت، ألا بات- تصيون، ريكي دسكل.
دان باغيس: عشر قصائد نثر عبرية (بالمشاركة مع عبد القادر الجنابي)
ونشر ترجمات أخرى أيضا x
كما نشر مجموعة من أشعار اثنين من أبرز شعراء جيل السبعينات في الشعر العبري: روني سوميك وأمير أور.

## من العربية للعبرية
نشر سنير مئات من الترجمات من الشعر العربي إلى العبرية في مجلّات وملحقات أدبية مثل هليكون، موزنايم، عيتون 77، هآريتس، ميفغاش-لقاء، معاريب، عال هاميشمار، دافار الخ. ومن الشعراء الذي ترجم لهم أدونيس، نزار قباني، عبد الوهاب البياتي، صلاح عبد الصبور، محمود درويش، سميح القاسم، عبد القادر الجنابي إلى جانب شعراء آخرين. وفيما يلي تفاصيل بعض هذه الترجمات:
- ترجمة القصيدة المطوّلة «حفريات داخل البيت» لعبد القادر الجنابي من ديوان حياة ما بعد الياء (1995)، ص55-62 ونُشرت الترجمة في العدد 23 (1997) من مجلة هليكون الصادرة في تل-أبيب'، ص 47-53.
- ترجمة الفصل الأخير من كتاب فهرس لأعمال الريح (1998) وعنوانه «دليل للسفر في غابات المعنى»، ص 221-250 ونُشرت الترجمة في العدد 30 (1999) من مجلة هليكون الصادرة في تل-أبيب'، ص 50-55.
- ترجمة القصيدة المطوّلة «الهدهد» لمحمود درويش ونُشرت الترجمة في العدد ؟؟ (؟؟) من مجلة هليكون الصادرة في تل-أبيب'، ص ؟؟-؟؟.
- ترجمة قصائد عديدة من ديوان «ورد أقلّ» لمحمود درويش
- ترجمة قصائد للشاعر ميشيل حداد من الناصرة ونُشرت الترجمة في العدد ؟؟ (؟؟؟) من مجلة هليكون الصادرة في تل-أبيب'، ص ؟؟-؟؟.
- ترجمة
- ترجمة ؟؟؟
- ترجمة ؟؟؟

## من العربية للإنكليزية
Reuven Snir, Baghdad ― The City in Verse. Cambridge, MA: Harvard University Press, 2013
ينوي سنير إصدار أنطولوجيا من القصص القصيرة المترجمة للإنكليزية لأدباء عرب يهود منذ عشرينات القرن العشرين إلى أواخره. والأدباء هم: فتى إسرائيل، مراد ميخائيل، أنور شاؤل، يعقوب بلبول، شالوم درويش، مير بصري، مريم الملّا، سامي ميخائيل، إسبرنس كوهين، إسحاق بار-موشيه، موريس شماس، شيمون بلاص، سمير نقاش، ألموغ بهار. وقد نُشرت بعض هذه القصص ضمن مقالات نشرها سنير وفي موقع أبيبا بات (Aviva Butt) التي شاركت في بعض الترجمات.

## مقابلات
- «سنير: هويتي يهودية إسرائيلية فرضتها الصهيونية»[35]
- «الثقافة العربية بالنسبة إلى المثقف الإسرائيلي شيء تافه»[36]
- «الأدب العربي في إسرائيل جزء من الأدب العربي ككل»[37]

## مواقع على الشبكة
- Professor Reuven Snir's Website, Department of Arabic Language and Literature, University of Haifa[38] i
- Wissenschaftskolleg zu Berlin (Institute for Advanced Study).[39] o
- The Centre for Jewish Studies at the University of Manchester (MUCJS).[40] o
- Researcher's Profile[41] o